# Cercopithecus erythrogaster
Hocheur à ventre roux
Espèce
Statut de conservation UICN

 EN A2cd : En danger
Statut CITES
Le Hocheur à ventre roux (Cercopithecus erythrogaster) est un primate appartenant à la famille des Cercopithecidae. On le croyait disparu jusqu'à ce qu'on en ait retrouvé une petite colonie en 1988.

## Dénominations
Ce primate est également appelé hocheur à ventre rouge ou singe à ventre rouge.

## Sous-espèces
Selon la troisième édition de Mammal Species of the World de 2005 :
- Cercopithecus erythrogaster erythrogaster
- Cercopithecus erythrogaster pococki

## Répartition et habitat

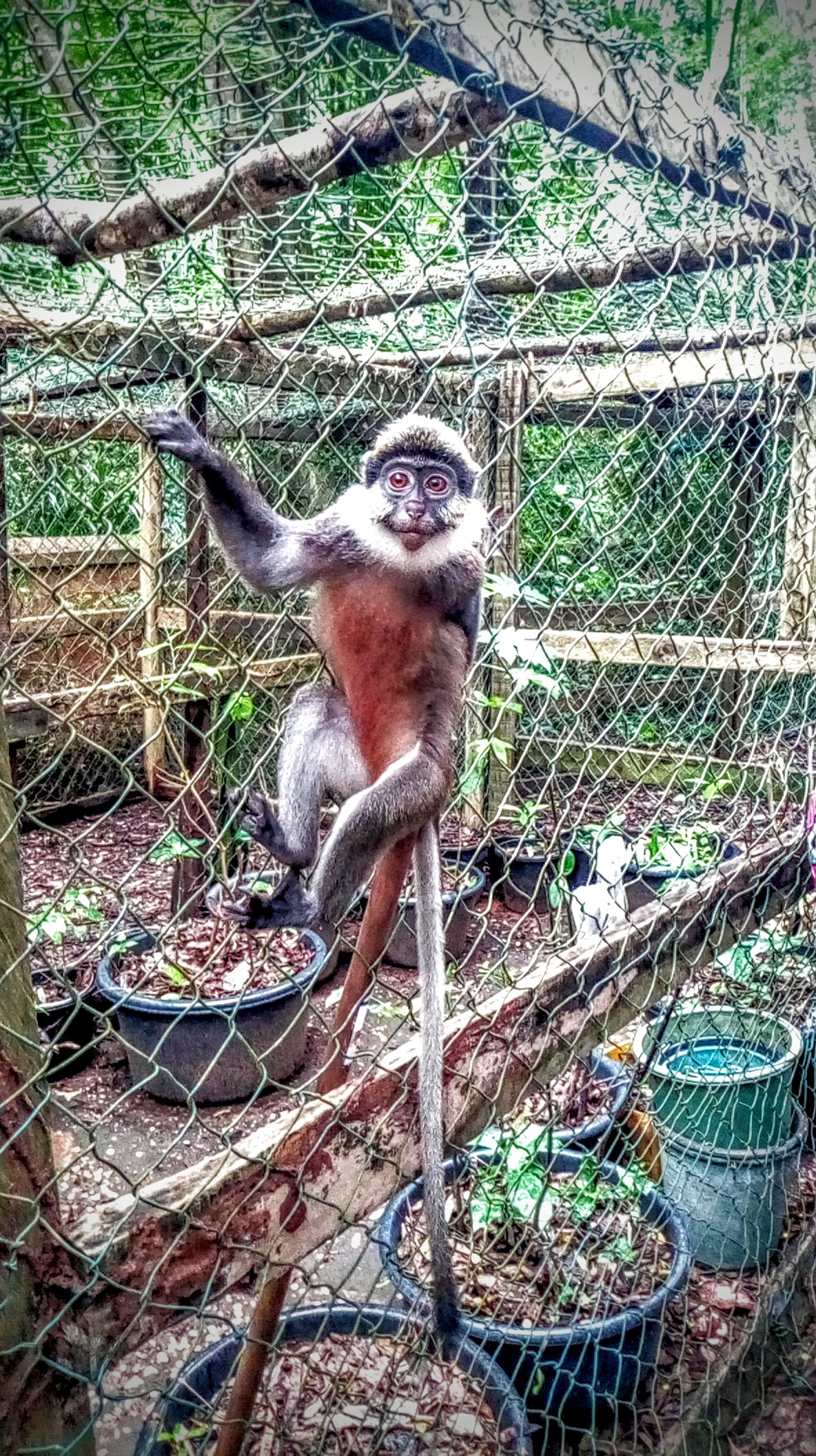
Cercopithecus erythrogaster au sanctuaire des singes de Drabo (Bénin).

Cette espèce est présente au Togo, au Bénin et au Nigéria. Elle vit dans la forêt tropicale humide de basse altitude, primaire et secondaire. Certains individus ont pu se réfugier dans des bois sacrés classés au titre de la Convention de RAMSAR.

## Description
Ce singe pèse de 4 kg pour le mâle à 3 kg pour la femelle. Il a la tête rousse et les pattes avant blanches.
Alimentation
Le hocheur à ventre roux est insectivore.
 Particularité
Cette espèce est connue pour disséminer des graines des arbres des forêts qu’elle occupe.

## Relation avec l’Homme
Iconographie
En 2003, le Bénin consacre à ce singe une série de timbres. 